# Mastaba M17

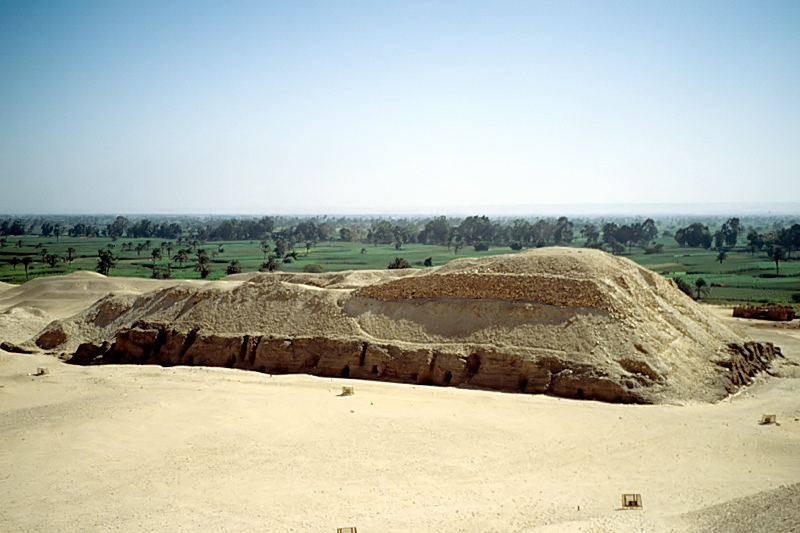
Mastaba M17 vor dem Niltal

Mastaba M17 ist ein altägyptischer Grabbau (Mastaba) aus der Anfangszeit der 4. Dynastie, er befindet sich in Meidum im Pyramidenbezirk des König Snofru. Es ist unbekannt, wer darin bestattet lag.

## Beschreibung
Die Mastaba war im fertigen Ursprungszustand etwa 100 × 200 Meter groß und schätzungsweise 15 – 20 Meter hoch. Ihr Oberbau bestand aus ungebrannten Lehmziegeln und war mit Kalksteinziegeln verkleidet. Der Grabunterbau umfasst einen 28 Meter tiefen Schacht, der in einen Korridor und mehrere Grabgalerien und Kapellen nebst Grabkammer führt. Die komplette Anlage war bereits in der Antike verwüstet und über einen Grabräuberstollen geplündert worden, jegliche Dekorationen und Grabbeigaben waren entwendet. Der nur grob behauene Sarkophag enthielt bei seiner Auffindung die Überreste einer stark gefledderten Mumie. 

Ansichten der Mastaba
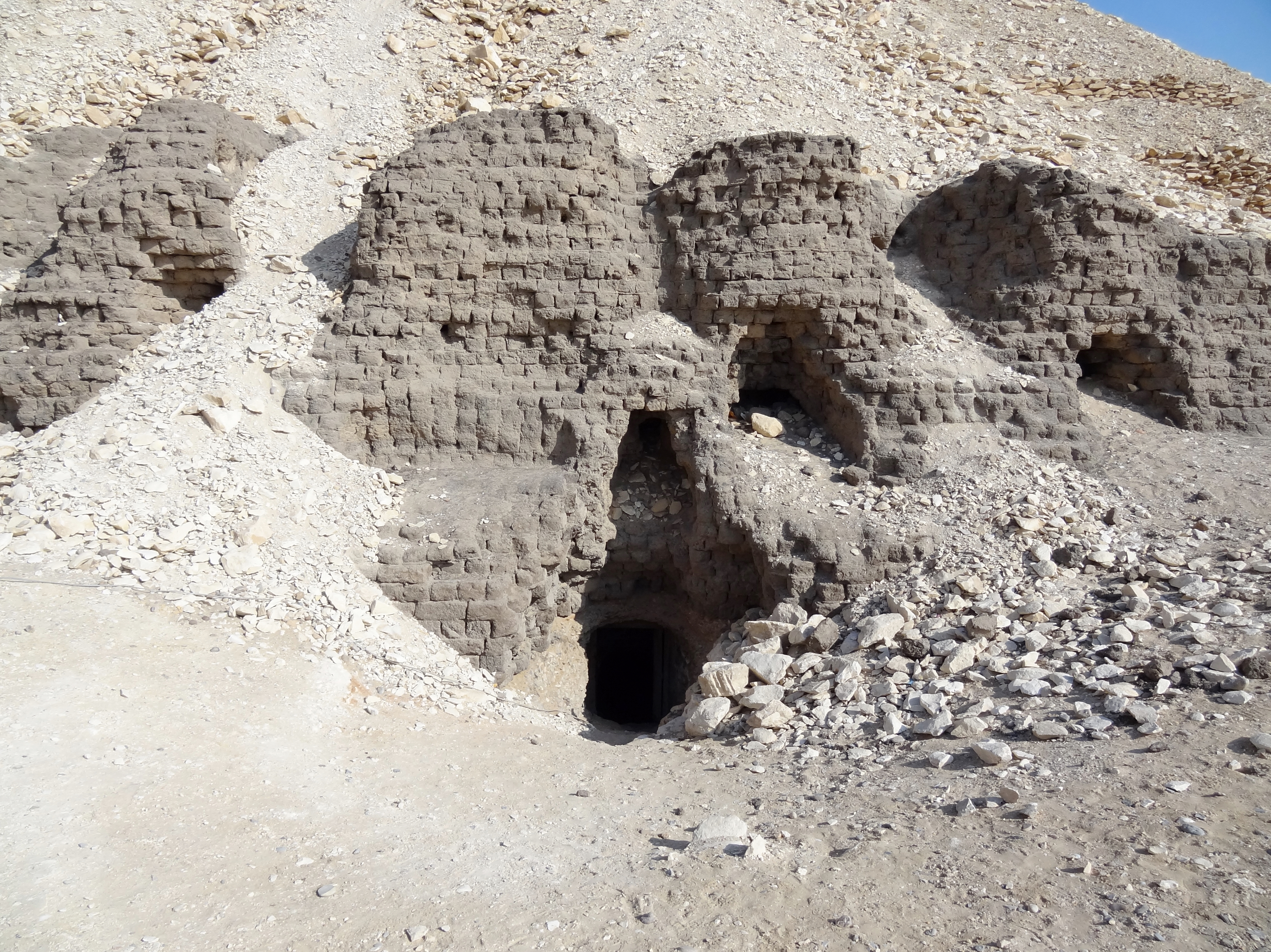
Mauerwerk mit Eingangsstollen
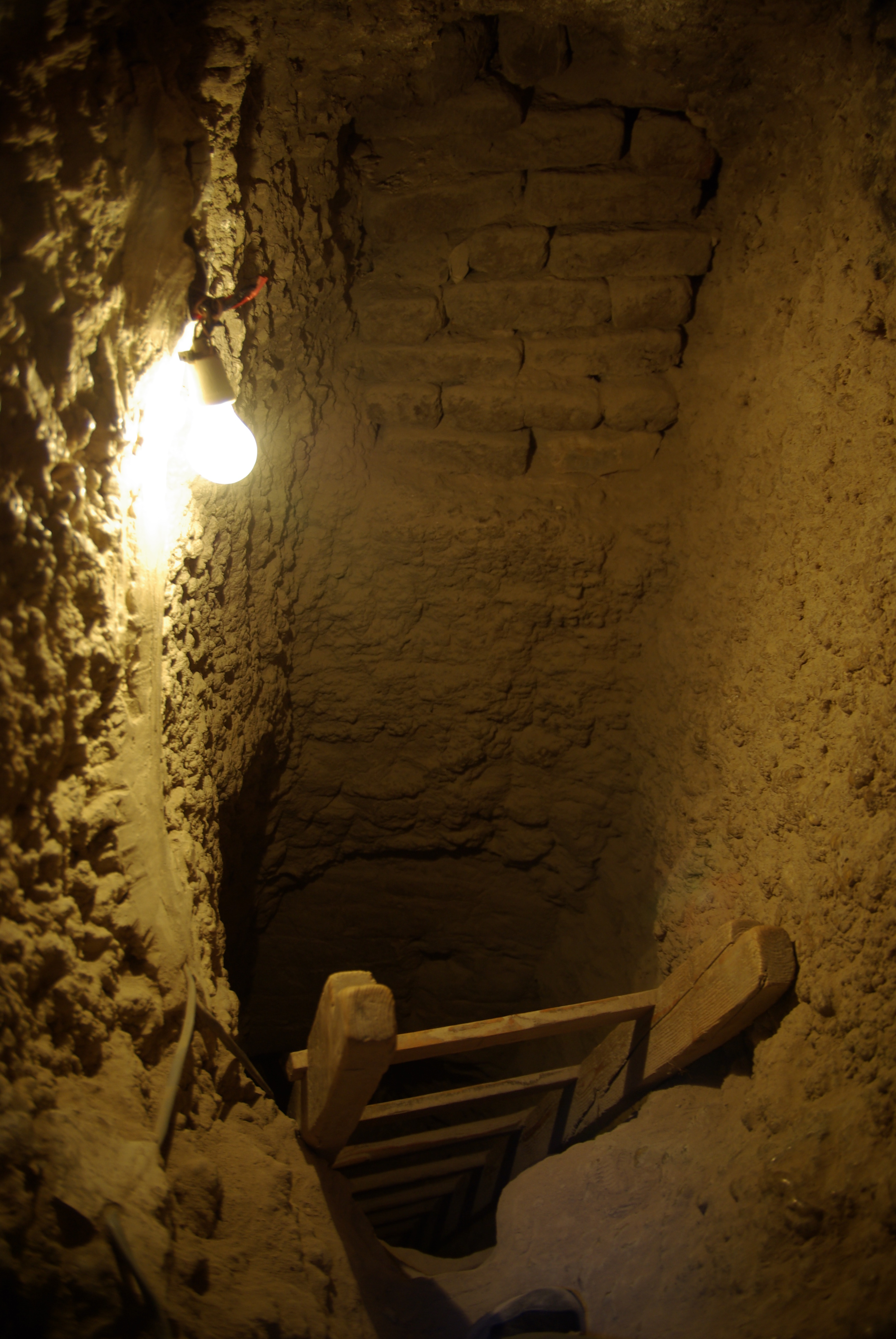
Abstieg zum engen Durchgang
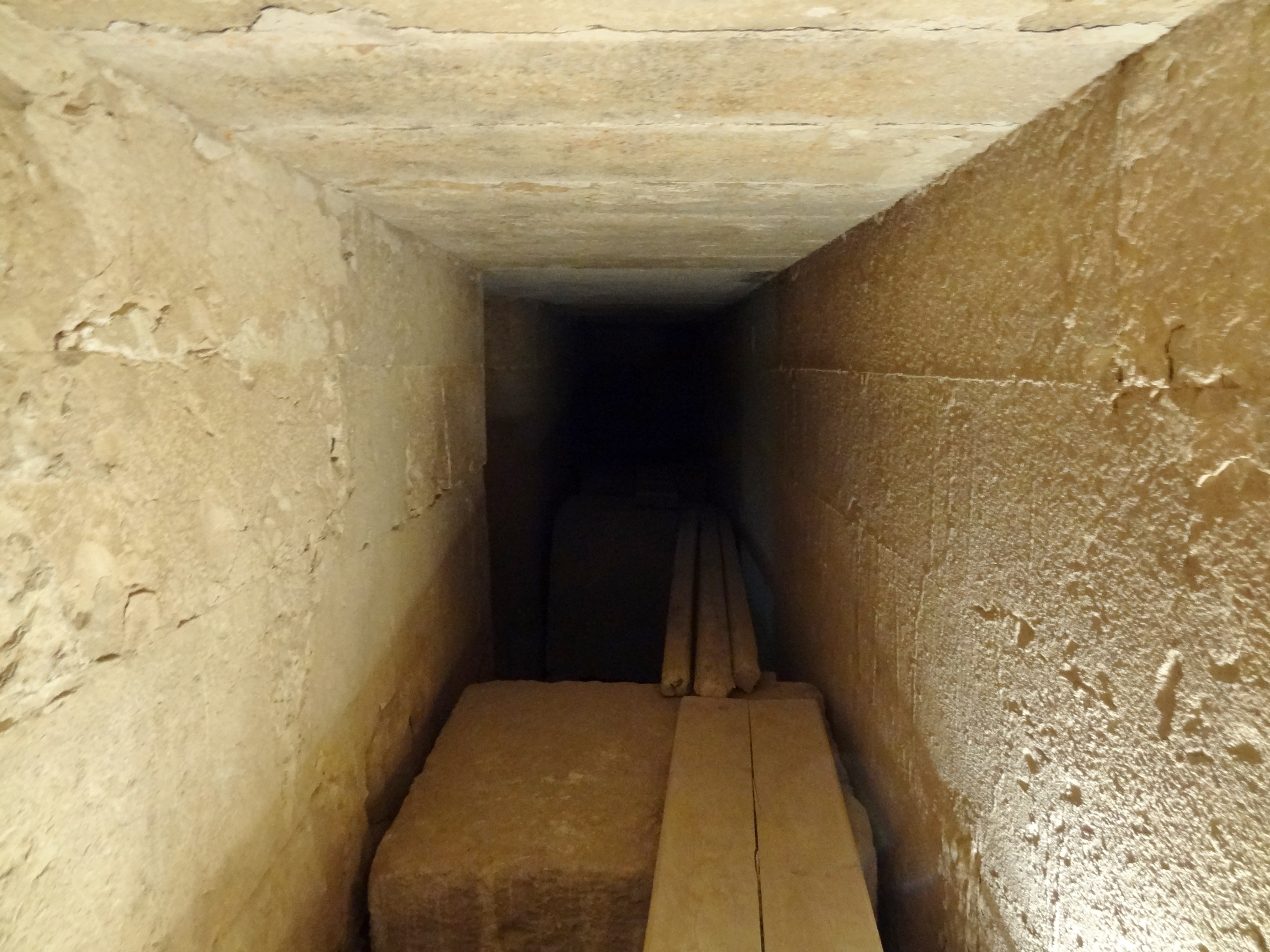
Durchgang zur Grabkammer
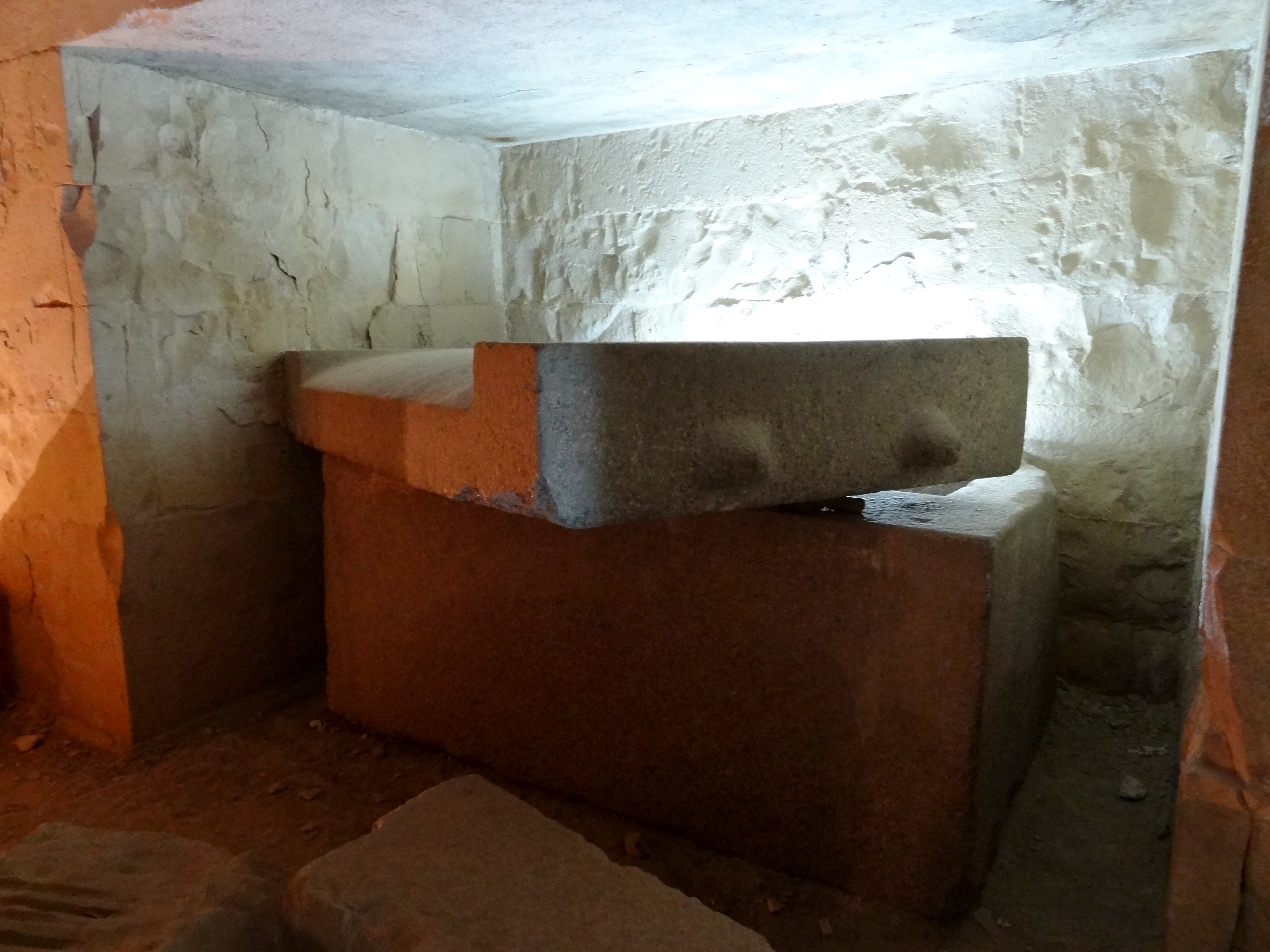
Sarkophag aus Rosengranit

## Zuordnung
Da Hohlräume und Lücken mit feinem Schutt aus der zweiten Bauphase der Meidum-Pyramide aufgefüllt wurden, kann das Grabmonument in die Anfangszeit der 4. Dynastie und in die Regierungszeit von König Snofru datiert werden. Es ist allerdings aufgrund der fehlenden Inschriften und Grabbeigaben unbekannt, wer hier dereinst bestattet lag. Aufgrund der außerordentlichen Größe und der räumlichen Nähe zur Meidum-Pyramide schlagen Rainer Stadelmann und Peter Jánosi zwei Möglichkeiten vor: Einen überraschend verstorbenen Kronprinzen, der ursprünglich König Snofru auf den Thron folgen sollte, oder Snofrus Vorgänger, König Huni.